# Duì

Trigrammes - Yi Jing - Bāguà

|   | sin. | pinyin | on'yomi |
| ☰ | 乾   | qián   | ken     |
| ☷ | 坤   | kūn    | kon     |
| ☳ | 震   | zhèn   | shin    |
| ☴ | 巽   | xùn    | son     |
| ☲ | 離   | lí     | ri      |
| ☵ | 坎   | kǎn    | kan     |
| ☶ | 艮   | gèn    | gon     |
| ☱ | 兌   | duì    | da      |

☱ ou 兌 transcrit duì en hanyu pinyin (romanisation du mandarin) et  da selon la lecture on'yomi (japonais), est l'un des huit trigrammes du Yi Jing, et donc une figure du Bāguà.
Elle est représentée par la joie de la plus jeune fille, ou encore le joyeux, le mouton, la 3e/la plus jeune fille, la bouche (& la langue), la magicienne, écraser, briser en morceaux, la voisine, le sol dur et dallé.
Ses caractères Unicode sont 2631 et 514C.